# Joseph Hii Teck Kwong
Joseph Hii Teck Kwong (Sibu, Malásia, 25 de junho de 1965) é bispo em Sibu, Malásia.
Joseph Hii Teck Kwong foi ordenado sacerdote em 25 de março de 1993 na Diocese de Sibu. 
Papa Bento XVI nomeou-o em 25 de janeiro de 2008 bispo auxiliar em Sibu e bispo titular de Castellum Medianum. O Núncio Apostólico na Tailândia, Cingapura e Camboja e o Delegado Apostólico em Mianmar, Laos, Malásia e Brunei Darussalam, Salvatore Pennacchio, o ordenou bispo em 1º de maio do mesmo ano; Os co-consagradores foram Dominic Su Haw Chiu, Bispo de Sibu, e John Ha Tiong Hock, Arcebispo de Kuching.
Em 24 de dezembro de 2011 foi nomeado Bispo de Sibu.